# Iouri Kolokolnikov
Iouri Kolokolnikov (en russe : Юрий Андреевич Колокольников), né le 15 décembre 1980 à Moscou en Union soviétique), est un acteur russe. En Occident, Kolokolnikov est surtout connu pour son interprétation du rôle de Styr dans la série télévisée Game of Thrones et de Guennadi Bystrov dans The Americans. 

## Biographie

### Vie privée
Iouri Kolokolnikov a été le partenaire de Ksenia Rappoport, qui est la mère d'un de ses enfants,.

## Filmographie
- 2001 : Août 1944 (В августе 44-го) de Mikhaïl Ptachouk
- 2003 : La Terre brûlée (В июне 41-го) de Mikhaïl Ptachouk
- 2004 : Les Remords d'une mère (Изгнанник) de Nikolaï Lebedev
- 2005 : Les Vacances grecques (Греческие каникулы) de Vera Storojeva
- 2006 : Festival de cinéma, ou le Porto d'Eisenstein (Кинофестиваль, или Портвейн Эйзенштейна) de Vassili Pitchoul
- 2006 : Princesse Mary (Княжна Мери) d'Alexandre Kott
- 2007 : Kouka (Кука) de Iaroslav Tchevajesvki
- 2008 : Espace ouvert (Открытое пространство) de Denis Neïmand
- 2008 : Plus un (Плюс Один) d'Oksana Bytchkova
- 2008 : A la mer (На море!) de Iaroslav Tchevajesvki
- 2009 : Voués à la guerre (Обреченные на войну) d'Olga Joulina
- 2010 : Blues-café (Блюз-кафе) de Alexeï Tchistikov
- 2011 : La Femelle (Самка) de Grigori Konstantinopolski
- 2012 : Poddoubny (Поддубный) de Gleb Orlov
- 2013 : Parties intimes (Интимные места) de Natalia Merkoulova et Alexeï Tchoupov
- 2014 : Chère maman! (Мама дарагая!) de Iaroslav Tchevajesvki
- 2014 : Aime et n'aime pas (ru) (Любит не любит) de Klim Chipenko
- 2015 : Le Pingouin de nos jours (Пингвин нашего времени) de Stéphane Khromer
- 2016 : Le Duelliste (Дуэлянт) d'Alexeï Mizguiriov
- 2018 : V. Maiakovski (В Маяковский) de Alexandre Cheïne
- 2019 : La Légende du dragon (Тайна Печати дракона) d'Oleg Steptchenko
- 2019 : La Neuvième (Девятая) de Nikolaï Khomeriki
- 2020 : La Fièvre de Petrov (Петровы в гриппе) de Kirill Serebrennikov
- 2020 : Déclaration (Заявление) de Ioulia Balaïa
- 2020 : Silverland : La Cité de glace (Серебряные коньки) de Michael Lockshin
- 2021 : Le Lait (Молоко) de Karen Oganessian
- 2022 : Nous (Мы) de Hamlet Doulian
- 2023 : Sans scrupules à la campagne (Беспринципные в деревне) de Roman Prygounov
- 2023 : Comme par enchantement (По щучьему велению) d'Alexandre Voïtinski
- 2023 : Le Maître et Marguerite (Мастер и Маргарита) de Michael Lockshin : Koroviev
- 2024 : Le Magicien de la ville d'émeraude (Волшебник изумрудного города. Дорога из желтого кирпича) d'Igor Volochine
- 2024 : Kraven the Hunter de J. C. Chandor
- 2024 : Mon ami sauvage (Мой дикий друг) de Anna Kourbatova
- 2024 : Pirates de la galaxie Barracuda (Пираты галактики Барракуда) d'Anton Bormatov
- 2024 : Légendes de nos ancêtres (Легенды наших предков) de Ivan Sosnine
- 2024 : Le Dernier Ronin (Последний ронин) de Max Chichkine

## Récompenses
- Bourse des milieux d'affaires Koumir-1999
- Lauréat du Prix Tchaïka 2003
- Lauréat du Prix triomphe de Jeunesse 2004